# Omer Kaleshi
Omer Kaleshi (mac. Омер Калеши, tur. Ömer Kaleşi, ur. 1932 w Srbicy, zm. 17 kwietnia 2022 w Stambule) – północnomacedoński malarz pochodzenia albańskiego.

## Życiorys
Był synem Macedonki i Albańczyka. W 1950 roku ukończył naukę w szkole średniej w Skopje.
Wraz z rodziną wyemigrował w latach 50. do Stambułu, gdzie w latach 1959-1965 studiował na Akademii Sztuk Pięknych w Stambule.
Jesienią 1965 roku wyemigrował do Paryża, gdzie uczestniczył w wystawach artystycznych.
W 2013 roku dołączył do grupy albańskich malarzy mieszkających we Francji, w której skład wchodzili Luan Rama, Zamir Mati, Bujar Luca i Artur Muharremi. W tym roku otrzymał tytuł również Honorowego Członku Zarządu Iliria College za wkład w rozwój edukacji w Kosowie.
W 2018 roku został honorowym członkiem Macedońskiej Akademii Nauk i Sztuk.
Zmarł 17 kwietnia 2022 roku, został pochowany w tureckiej miejscowości Küçükköy.

## Książki o Omerze Kaleshim
Jacques Lacarrière, prywatnie przyjaciel Kaleshiego, wydał książkę o Omerze Kaleshim pt. Omer Kaleshi - Glory to Painting, która w 2011 roku została przetłumaczona z języka francuskiego na macedoński.